# Hat Samran (huyện)
Hat Samran (tiếng Thái: หาดสำราญ) là một huyện (amphoe) ở phía nam của tỉnh Trang, Thái Lan.

## Lịch sử
Tiểu huyện (king amphoe) Hat Samran được thành lập ngày 30 tháng 4 năm 1994 thông qua việc tách đơn vị này từ Palian.
Theo quyết định của chính phủ Thái Lan vào ngày 15 tháng 5 năm 2007, tất cả 81 tiểu huyện đều được nâng lên thành huyện. Với việc đăng công báo ngày 24 tháng 8, việc nâng cấp này thành chính thức
.

## Địa lý
Về phía đông và Palian, về phía bắc là Kantang. Về phía tây và nam là biển Andaman.

## Hành chính
Huyện này được chia thành 3 phó huyện (tambon), các đơn vị này lại được chia ra thành 21 làng (muban). Không có khu vực đô thị, có 3 Tổ chức hành chính tambon.
| \| STT. \| Tên \| Tên Thái \| Số làng \| Dân số \| \| \| ---- \| ---------- \| -------- \| ------- \| ------ \| \| \| 1. \| Hat Samran \| หาดสำราญ \| 11 \| 8.389 \| \| \| 2. \| Ba Wi \| บ้าหวี \| 4 \| 2.877 \| \| \| 3. \| Tase \| ตะเสะ \| 6 \| 4.284 \| \| | Map of Tambon |          |         |        |  |
| STT. | Tên           | Tên Thái | Số làng | Dân số |  |
| 1. | Hat Samran    | หาดสำราญ | 11      | 8.389  |  |
| 2. | Ba Wi         | บ้าหวี     | 4       | 2.877  |  |
| 3. | Tase          | ตะเสะ    | 6       | 4.284  |  |